# Kötelmi jog
A kötelmi jog jelenti egyrészt a polgári jog egy területét, amely az in personam (azaz meghatározott személlyel vagy személyekkel szembeni, relatív) védelmet élvező jogok szabályait tartalmazza, másrészt magukat az in personam védelemmel ellátott jogokat is kötelmi jogoknak nevezzük. A kötelmi jog az első értelemben egy jogterületre, jogágra, a második értelemben bizonyos típusú jogokra utal.
A kötelmi jog, illetve a kötelmi jogok szembeállítható(k) a dologi joggal, illetve a dologi jogokkal, amelyek mindenkivel szemben védelmet élveznek. Kötelmi jogi jogviszonyok jönnek létre a szerződés, a szerződésen kívüli károkozás vagy a jogalap nélküli gazdagodás esetén.
A kötelmi jog hatályos magyar szabályozását a polgári törvénykönyv hatodik könyve tartalmazza.
A polgári jog egyik nagy jogterülete a dologi jog mellett a kötelmi jog, amely általános illetve különös részre tagozódik. A kötelmi jog szabályozza az egyes személyek egymás közötti ügyleteit, az egymással szemben fennálló jogosultságokat és kötelezettségeket.

A kötelmi jog főszabályszerűen relatív szerkezetű, mellérendelt jogviszonyban álló meghatározott jogalanyok, kölcsönös és egyenértékű követelései és tartozásai egységének diszpozitív jellegű szabályanyaga. Ezek a kötelmi viszonyok a dologi jogviszonyok szándékolt változtatását, vagy a nem kívánt változások reparációját (kártérítés) biztosítják. 
Az egyik legfontosabb, leggyakoribb kötelem a szerződés.

A kötelmi jog szabályozza a szerződést biztosító mellékkötelezettségeket (pl.: zálogjog, foglaló, kezesség, jótállás), a teljesítést, a szerződésszegést, a szerződés megszűnését is. A kötelmi jog külön része szabályozza az egyes szerződéstípusokat (például adásvétel, bérlet, letét, vállalkozás, megbízás, biztosítás, ajándékozás, tartási szerződés). A kötelmi jog körébe tartozik a felelősség kérdése is: felelősség a szerződéssel okozott károkért, ill. a szerződésen kívül okozott károkért. A kártérítés, kártalanítás, kármegosztás, a veszélyes üzem működéséből eredő károk, az állattartók felelőssége, az épületről lehulló tárgy által okozott kár; a kártérítés mértéke, a nem vagyoni kár megállapítása is a kötelmi jog körébe tartozik.

## A kötelem
Az egyik legfontosabb, leggyakoribb kötelem a szerződés, amely a pacta sunt servanda elven alapul, megköthető írásban, szóban vagy ráutaló magatartással is. A szerződések módosíthatók, megtámadhatók, semmisségükre a felek hivatkozhatnak. 